# 히가시오자와촌
히가시오자와촌(東小沢村)은 이바라키현 구지군에 설치되었던 촌이다. 현재의 히타치시 남부에 해당한다.